# Облаците летят на запад
Облаците летят на запад е български късометражен филм от края на 2009 година, режисиран от Веселин Чолаков.
За създаване на сцените от филма са използвани редица способи за анимиране като компютърна и реално нарисувана на ръка анимация, 3D изображения и motion graphics.
Филмът прави премиера едновременно на Европейския независим филмов фестивал в Париж и на филмовия фестивал на Университета на Торонто през март 2010 година.
До този момент Облаците летят на запад е получил три номинации за Най-добър студентски филм, две за Най-добър късометражен, Награда на публиката, специално отличие за впечатляващи специални ефекти и е част от официалната селекция на още десетки уважавани международни филмови фестивала в САЩ и Европа.

## Сюжет
В самото начало филмът разказва историята на човечеството още от нашето зараждане в Африка. Действието продължава да се развива 200 000 години по-късно и хиляди километри по-далеч с безпрецедентното развитие и невиждания технологичен напредък на XXI век, с пренаселената и все пак потъваща в отчуждение Земя.
Филмът засяга и въпроса за това как ние българите успяваме да извървим пътя от социализъм до нашата жадувана демокрация, но също и за всичко това, което губим, преследвайки я.
Във филма се преплитат няколко сюжетни нишки, които в крайна сметка създадават всестранен образ на световни проблеми като като урбанизация, глобализация, нарастващото световно население и миграцията, породена от локални конфликти. Филмът е по действителен случай за човек в непознат град, без приятел, с когото да говори, с единствения начин да преживява като свири на акордеон...

## Отразяване в медиите
В средата на месец юни 2010 филмът достигна най-високата си точка на популярност в българското медийно пространство. Тогава информация за филма се разпространяваше в централните емисии новини на почти всички национални телевизии и радиа, в националните всекидневници и седмичници, както и от стотици уебсайтове.

## Световно разпространение

### Дати на премиерите по страни
- 13 март 2010 – Франция, Канада
- 17 март 2010 – Швеция
- 29 април 2010 – САЩ
- 11 май 2010 – Великобритания
- 5 август 2010 – Полша

### Фестивални участия и награди
- 4th Film and Art Festival TWO RIVERSIDES (Полша)
- Palm Springs International ShortFest (Палм Спрингс (Калифорния) – САЩ) – Участие във филмовия пазар
- Cambridge International Student Film Festival (Кеймбридж, Англия – Великобритания) – Номинация за най-добър студентски филм
- Swansea Bay Film Festival (Заливът Суонзи, Уелс – Великобритания) – Номинация за най-добър международен студентски филм
- NFFTY – National Film Festival for Talented Youth (Сиатъл – САЩ) – Награда на публиката
- Newport Beach Film Festival (Нюпорт Бийч, Ориндж Каунти – САЩ) – Номинация за най-добър късометражен филм
- Festival International Signes de Nuit (Париж – Франция)
- BUFF The International Young People's Film Festival (Малмьо – Швеция)
- The University of Toronto International Film Festival (Торонто – Канада) – Номинация за най-добър студентски филм
- ÉCU The European Independent Film Festival (Париж – Франция) – Номинация за най-добър студентски филм